# Горње Крушје (Македонски Брод)
Горње Крушје (мкд. Горно Крушје) је насеље у Северној Македонији, у средишњем делу државе. Горње Крушје припада општини Македонски Брод.

## Географија
Насеље Горње Крушје је смештено у средишњем делу Северне Македоније. Од седишта општине, градића Македонски Брод, насеље је удаљено 20 km северно.
Рељеф: Горње Крушје се налази у области Порече, која обухвата средишњи део слика реке Треске. Дато подручје је изразито планинско. Село је положено високо, на источним висовима планине Песјак. Надморска висина насеља је приближно 1.130 метара.
Клима у насељу је планинска због знатне надморске висине.

## Историја
Почетком 20. века, као и Порече, становништво Горњег Крушја је било наклоњено српској народној замисли, па се месно становништво у изјашњавало Србима.
Крушје је крајем 19. века имало четири махале; једна "мала" слави Св. Николу, друга - Св. Пречисту Богородицу, а трећа - Св. Врачеве. Право зидања православне цркве добијено је 1897. године, а 1898. године је она сасвим завршена. Посвећена је Св. Талилеју (20. маја).
У месту је дозвољена српска школа 3. октобра 1897. године, на име мутевелије мештанина Димка Мијаиловића. Школа је убрзо, 21. октобра започела рад. Учитељ је постао Анђелко Лазаревић из Премке, у Поречу, где је раније била школа. Године 1899. у дворазредној основној школи било је само 29 ученика. Ту се редовно прославља први српски просветитељ Св. Сава.

## Становништво
По попису становништва из 2002. године, Горње Крушје је имало 44 становника.
Претежно становништво у насељу су етнички Македонци (100% према последњем попису).
Већинска вероисповест у насељу је православље.